# Timolao di Corinto
Timolao (in greco antico: Τιμόλαος Timolaos; Corinto, ... – ...; fl. V secolo a.C.) è stato un politico e oratore greco antico.

## Biografia
Nativo di Corinto, durante la fase deceleica della guerra del Peloponneso (411-404 a.C.) armò a proprie spese una squadra navale e si dette alla guerra di corsa contro Atene e le sue colonie, ottenendo alcuni successi. In seguito fu corrotto da Timocrate di Rodi, quando quest'ultimo fu inviato in Grecia da Titrauste per ottenere l'appoggio del maggior numero possibile di greci per sostenere i Persiani contro Agesilao II. Successivamente prese parte ad un congresso, che si tenne a Corinto, delle città greche che si opponevano a Sparta e il discorso che tenne in quell'occasione è riportato da Senofonte. Divenne così tra i fautori più accesi della guerra di Corinto contro gli Spartani.